# Мосальов Денис Олександрович
Денис Олександрович Мосальов (рос. Денис Александрович Мосалёв; 28 лютого 1986, м. Картали, СРСР) — російський хокеїст, нападник. Виступає за «Динамо» (Москва) у Континентальній хокейній лізі. Майстер спорту міжнародного класу. 
Вихованець хокейної школи «Металург» (Магнітогорськ). Виступав за «Енергія» (Кемерово), «Металург» (Магнітогорськ), ХК МВД, «Динамо» (Москва), «Динамо» (Балашиха).
Досягнення
- Володар кубка Гагаріна (2012, 2013), фіналіст (2010).